# シムラー協定
シムラー協定（シムラーきょうてい、ヒンディー語:शिमला समझौता、ウルドゥー語:شملہ معاہدہ、ベンガル語:সিমলা চুক্তি ১৯৭২、英語: Simla Agreement) は、1972年7月2日にインドとパキスタンの間で締結された協定で、インドのヒマーチャル・プラデーシュ州の州都シムラーで調印された。東パキスタンは1971年に独立戦争を経てバングラデシュとして独立したが、その際にインドがバングラデシュ側で参戦したことから第三次印パ戦争に突入した。本協定は第三次印パ戦争の和平協定であり、パキスタンがバングラデシュの独立を認めることなどが取り決められた。 
この協定は、両国の「これまで両国関係を損なってきた紛争と対立に終止符を打つ」という決意を具現化したものであり、両国関係の正常化のためにとるべき措置と、将来の関係に関する原則を取り決めるものであった。

## 概要
この協定には、パキスタン首相ズルフィカール・アリー・ブットーとインド首相インディラ・ガンジーが署名した。これによりパキスタンがバングラデシュを外交的に承認する道も開かれた。署名は7月3日の0時40分に行われたが、文書そのものは1972年7月2日付になっている。シムラー協定の主なポイントは以下のとおりである。 
- 両国は「見解の相違を二国間交渉を通じて平和的な手段で解決する」とした[2] 。この内容をもって、インドは二国間問題であるカシミール紛争はシムラー協定に基づく二国間交渉で解決すべきであり、第三者の介入はたとえ国連であっても排除されるべきであると主張している[5]。
- 1971年12月17日の停戦ラインをインドとパキスタン間の管理ライン (LOC) に転換し、「相互の見解の相違や法的解釈に関わらず、両国ともその一方的な変更を試みない」ことで合意した[4]。インド官僚の多くは、両首脳間の直接会談により LOC を実質的な国境とみなすという暗黙の合意に至ったと主張しているが、パキスタン官僚はこれを否定している[3]。インドは両国が合意したこの新停戦ラインの監視は国際連合インド・パキスタン軍事監視団 (UNMOGIP) の目的には含まれず、UNMOGIPの目的はあくまで1949年のカラチ協定（英語版）で定められた停戦ラインの監視であると主張している。一方、パキスタンは意見を異にしており、両国は現在でも UNMOGIP を受け入れている。

1999年のカルギル戦争で明らかになったように、この協定は両国の対立が武力衝突に発展することを防ぐに至っていない。実際、インドは1984年のメドゥート作戦によりシムラー協定で境界線が明確に定義されていなかったシアチェン氷河地域全域を占領している。シアチェン氷河地域はあまりにも不毛地帯であるため、シムラー協定で議論する対象にならなかったものと思われるが、パキスタンはインドの行為はシムラー協定への違反であると捉えている。シアチェン氷河地域では死者も出てはいるが、そのほとんどは2010年・2012年・2016年の雪崩など自然災害によるものである。

## デリー協定
本協定に続いて、1973年8月28日にインド・パキスタン・バングラデシュの三者間で戦時捕虜と民間人の本国送還に関するデリー協定が締結された。バングラデシュはカマル・ホサイン外務大臣、インドはサルダール・スワラン・シン外務大臣、パキスタンはアジズ・アーメド国防外務大臣が署名した。 

## 参照資料
1. ↑  “HISTORY OF RAJ BHAVAN BUILDING (BARNES COURT) EMERGENCE OF AN  EDIFICE”.   Government of India. 2017年10月3日閲覧。
2. 1 2  “Simla Agreement”. Bilateral/Multilateral Documents.   Ministry of External Affairs, Government of India. 2013年9月27日閲覧。
3. 1 2 3  “Indo-Pak Shimla Agreement: 40 years later”. IANS.   IBN Live, CNN IBN (2012年7月2日). 2013年9月27日閲覧。
4. 1 2  “Relevance of Simla Agreement”. Editorial Series.   Khan Study Group. 2013年10月2日時点のオリジナルよりアーカイブ。2013年9月27日閲覧。
5. ↑  “India spikes Pak call for third party mediation, says Simla Agreement tops all agendas”. Indian Express. (2013年1月22日) 2013年9月27日閲覧。
6. ↑  Mark Cutts; Office of the United Nations High Commissioner for Refugees (2000). The State of the World's Refugees, 2000: Fifty Years of Humanitarian Action. Oxford University Press. pp. 73–. ISBN 978-0-19-924104-0 2012年6月23日閲覧。
7. ↑  Sukhwant Singh (19 July 2009). India's Wars Since Independence. Lancer Publishers. pp. 538–. ISBN 978-1-935501-13-8 2012年6月23日閲覧。
8. ↑  The office of the Foreign Minister, Government of Bangladesh. “The text of the Tripartite agreement at Delhi”.   Virtualbangladesh. 2012年5月14日時点のオリジナルよりアーカイブ。2012年6月23日閲覧。